# VYS
VYS(Voluntary Youth Socialworker)とは、日本のボランティア団体である。
有志青年社会事業家を略してVYSと称するが、これは日本で誕生した和製英語とされる。
全国組織として全国VYS連絡協議会があり、傘下に各地域支部がある。

## 歴史的経緯
太平洋戦争（第二次世界大戦）で敗戦した日本が復興していたとされる昭和20年代後半に、地域を活気づけようとして愛媛県のボランティア有志らが昭和27年に団体を結成した。その後様々な展開で全国に広まり、東京や岐阜・山梨・群馬などの都県にもある。地域活動を主に行うが、県教育委員会などから活動要請があるなど学校行事や子供会行事を手伝う事が多い。

## 活動内容
主に、地域による依頼活動がメインとなっている。
- キャンプ
- クリスマス会
- 新年会
- 育成会行事

上記はレクリェーションエールマスターとして依頼される。
地元の地区の活動を中心とする他、VYSの無い地域でも周辺市町村であれば、依頼を受ける。また、県VYS連絡協議会に活動依頼した場合、県内の地域VYSが協力し合って活動することもある。

## 会員対象
以下の人が対象となる
- 高校生以上（中卒で就職している方含む）
- 中学校卒業した人
- 行事に参加できる人
- 会員登録費を納めた人